# Buslijn 456 (Haaglanden)
Buslijn 456 is een buslijn van EBS in de regio Haaglanden, in de Nederlandse provincie Zuid-Holland. Deze lijn is onderdeel van R-net.

## Geschiedenis

### 2019-heden
- 25 augustus 2019: De concessie Haaglanden Streek werd van Connexxion overgenomen door EBS. Lijn 456 ontstond doordat buslijn 36 vernummerd werd naar 456 omdat deze bij het R-net ging horen.
- 9 januari 2022: Halte Nieuweweg in Honselersdijk werd opgeheven, de bus stopt niet meer bij deze halte omdat er slechts 36 passagiers in- en uitstapten, wat te weinig was.